# 紐舌型齒舌
紐舌型齒舌，亦作扭舌型齒舌，是腹足綱軟體動物的齒舌的七種齒舌形態之一。紐舌型齒舌是最常見的齒舌類型:298，大多數新進腹足類物種都擁有這類型的齒舌，常見於原中腹足目物種:298。
擁有這類型齒舌的物種多為雜食或肉食：牠們利用耙狀的齒片。這種類型齒舌的齒式一般為1.1.R.1.1./ 2 + 1 + R + 1 + 2：
- 在每列都有一顆貓爪似的中間齒，爪尖呈勾刺狀，正中的勾刺較長且尖；
- 兩側的側齒置於一個中央板或兩個側板上[4]:298，隔着中間齒呈對稱形鋸齒狀；
- 邊緣齒尖端呈分叉狀。

每排七顆牙齒：一顆中間牙齒，兩側各有一側牙齒和兩顆邊緣牙齒（大部分Caenogastropoda的特徵）。 這些操作像“耙子”，刮藻和收集產生的碎屑。

## 參看
- 帶舌目
- 主扭舌目